# روبرت بورتون
روبرت بورتون (20 أبريل 1943 في ترينيداد وتوباغو - ) (بالإنجليزية: Robert Burton)‏ هو لاعب كريكت بريطاني. لعب مع نادي مقاطعة شروبشاير للكريكت ‏.

## وصلات خارجية
- روبرت بورتون على موقع إي آس بي آن كريك إنفو (الإنجليزية)